# Малік Фатхі
Малік Фатхі (нім. Malik Fathi, нар. 29 жовтня 1983, Західний Берлін) — німецький футболіст, що грав на позиції захисника.
Виступав, зокрема, за клуби «Герта» та «Спартак» (Москва), а також національну збірну Німеччини.

## Клубна кар'єра
Народився 29 жовтня 1983 року в місті Західний Берлін.
У дорослому футболі дебютував 2001 року виступами за команду «Герта», в якій провів сім сезонів, взявши участь у 123 матчах чемпіонату. 
Протягом 2004—2007 років захищав кольори клубу «Герта» II.
Своєю грою за останню команду привернув увагу представників тренерського штабу клубу «Спартак» (Москва), до складу якого приєднався 2008 року. Відіграв за московських спартаківців наступні два сезони своєї ігрової кар'єри.
Згодом з 2010 по 2014 рік грав у складі команд «Майнц 05», «Майнц 05» II, «Кайсеріспор» та «Мюнхен 1860».
Завершив ігрову кар'єру у команді «Атлетіко Балеарес», за яку виступав протягом 2015—2018 років.

## Виступи за збірні
У складі юнацької збірної Німеччини (U-17) взяв участь у 22 іграх.
Протягом 2004–2006 років залучався до складу молодіжної збірної Німеччини. На молодіжному рівні зіграв у 18 офіційних матчах, забив 2 голи.
У 2006 році дебютував в офіційних матчах у складі національної збірної Німеччини.
Загалом протягом кар'єри в національній команді, яка тривала 1 рік, провів у її формі 2 матчі.